# Donald F. Fogelquist
Donald F. Fogelquist (1906), hispanista estadounidense.
Catedrático de la Universidad de California en Los Ángeles, ha estudiado la relación poética entre José Asunción Silva y Heine y el carácter hispánico del Modernismo. Escribió la monografía The Literary Collaboration of Rubén Darío and Juan Ramón Jiménez.
Autor del estudio Españoles de América y americanos de España (1968), Madrid: Editorial Gredos.
- Datos: Q5813312